# 马依足乡
马依足乡，是中华人民共和国四川省凉山彝族自治州金阳县曾经下辖的一个乡。2021年1月12日，撤销马依足乡，其所属行政区域为天地坝镇的行政区域。

## 行政区划
马依足乡撤销前下辖以下地区：
马可村、马依足村、特普洛村和唐家屋基村。